# Gyula Szilágyi
Gyula Szilágyi (Debrecen, 18 gennaio 1923 – 17 ottobre 2001) è stato un calciatore ungherese, di ruolo attaccante.

## Carriera
Fu capocannoniere del campionato ungherese nel 1957.

## Palmarès

### Club

#### Competizioni nazionali
- Campionato ungherese: 1

Vasas: 1957
- Coppa d'Ungheria: 1

Vasas: 1954-1955

#### Competizioni internazionali
- Mitropa Cup: 3

Vasas: 1956, 1957, 1960

### Individuale
- Capocannoniere del campionato ungherese: 1

1957 (17 gol)